# Plumetot
Plumetot ist eine französische Gemeinde mit 203 Einwohnern (Stand: 1. Januar 2022) im Département Calvados in der Region Normandie. Sie gehört zum Arrondissement Caen und zum Kanton Courseulles-sur-Mer. Die Einwohner werden Plumetotais genannt.

## Geografie
Plumetot liegt etwa zehn Kilometer nördlich von Caen nahe der Küste zum Ärmelkanal. Umgeben wird Plumetot von den Nachbargemeinden Cresserons im Westen und Norden, Hermanville-sur-Mer im Osten sowie Mathieu im Süden.

## Flugplatz Plumetot
Während des Zweiten Weltkriegs befand sich südlich des Ortes ein Flugplatz, das Aérodrome Plumetot oder auch Mathieu bzw. Cressons. Er entstand 1938/1939 für die französischen Luftstreitkräfte.
Während der Besetzung Frankreichs durch die deutsche Wehrmacht war es ein Flugplatz der Luftwaffe. Zur Zeit der Luftschlacht um England lag hier von Anfang Juli bis Ende August 1940 mit Messerschmitt Bf 109 ausgerüstete die I. Gruppe des Jagdgeschwaders 27, zuvor lag hier bereits für wenige Tage zum Monatswechsel Juni/Juli die I. Gruppe des Jagdgeschwaders 1. Im weiteren Kriegsverlauf wurde der Flugplatz kaum noch durch die Deutschen genutzt.
Nach der Befreiung der Gegend durch die Alliierten im Frühsommer 1944 wurde der Advanced Landing Ground ALG B-10, so seine alliierte Bezeichnung ein Stützpunkt der britischen Royal Air Force. Der erste hier liegende Verband in den ersten drei Juliwochen 1944 war ein Hawker-Typhoon-Geschwader, das 123. Wing mit zwei Staffeln, der 198. und 609. Squadron. Im August/September folgte das 131. (Polish) Wing mit der 302., 308. 'City of Krakow' und 317. Squadron, ausgerüstet mit der Spitfire XIb. Weitere Nutzer waren das 35. Recce Wing (im unterstanden die 2. (North American P-51 Mustang II), 4. (Spitfire XI) und 268. Squadron (Typhoon FR 1), das 135. Wing mit der 33. Squadron (Spitfire IXE) und ein Beobachtungsgeschwader mit der ihm unterstellten und Taylorcraft Auster Mk IV ausgerüsteten 652. Squadron. Letztere kehrte erst über 70 Jahre später im Sommer 2013 in das Vereinigte Königreich zurück, die letzten zwanzig Jahre ihres Aufenthalts auf dem europäischen Festland lag sie im ostwestfälischen Gütersloh.
Nach Kriegsende wurde das Areal wieder an die früheren Eigentümer zurückgegeben und landwirtschaftlich genutzt.

## Bevölkerungsentwicklung
| Jahr                       | 1962 | 1968 | 1975 | 1982 | 1990 | 1999 | 2006 | 2012 | 2019 |
| Einwohner                  | 185  | 159  | 163  | 229  | 260  | 233  | 217  | 229  | 212  |
| Quellen: Cassini und INSEE |      |      |      |      |      |      |      |      |      |

## Sehenswürdigkeiten
- Kirche Saint-Samson aus dem 13. Jahrhundert, Monument historique
- Herrenhaus aus dem 18. Jahrhundert

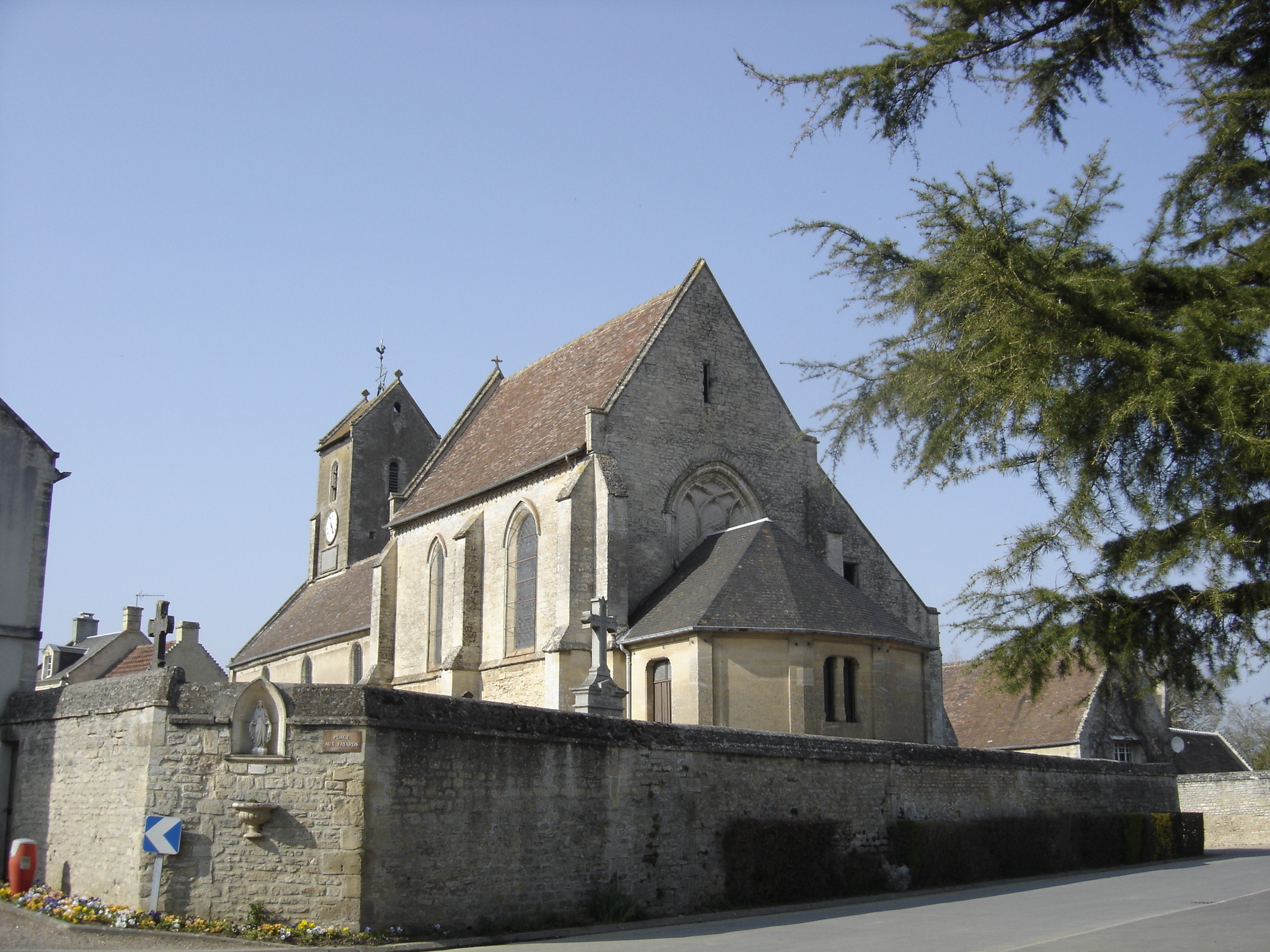
Kirche Saint-Samson
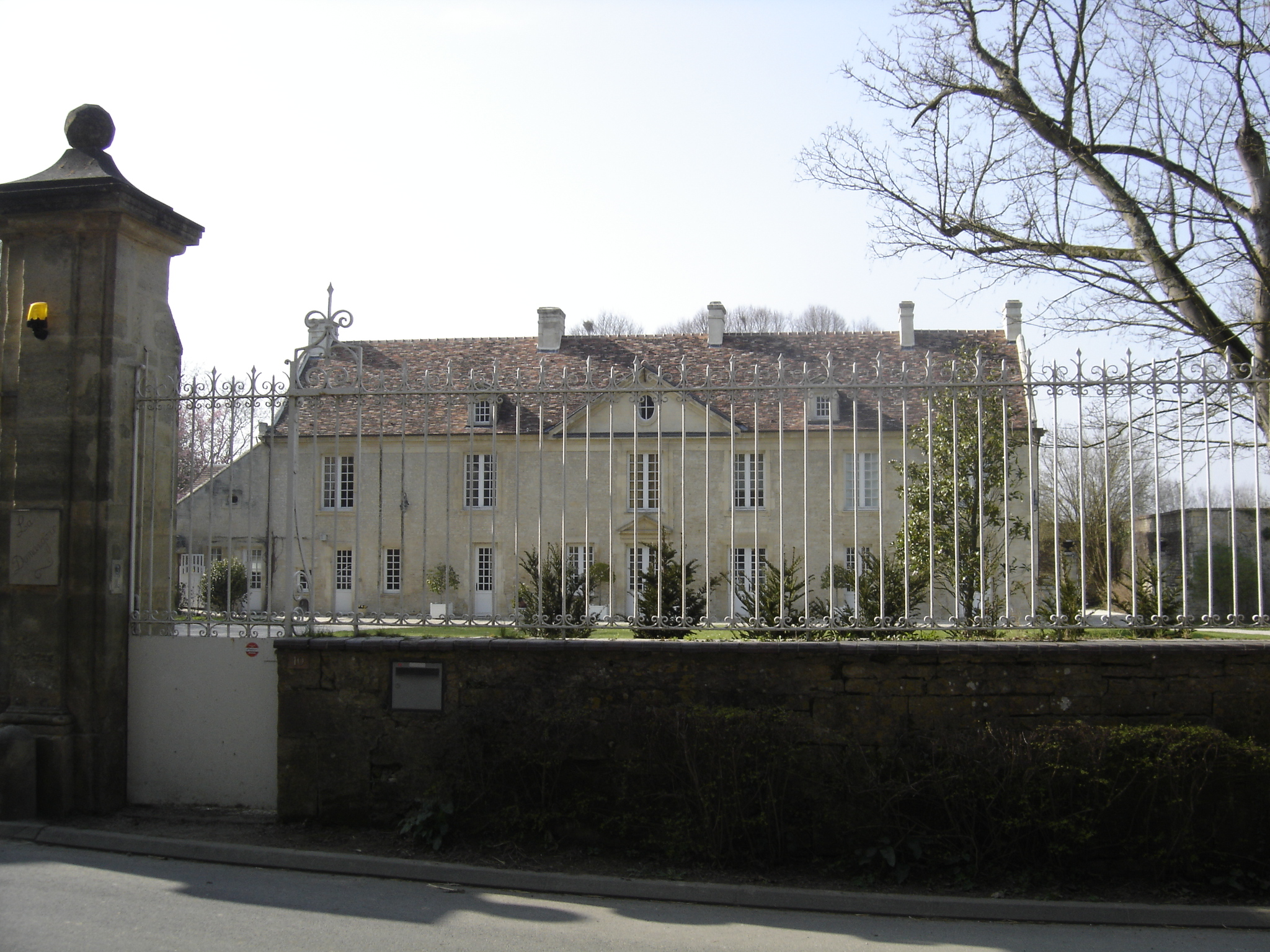
Herrenhaus